# Ubirajara Veiga da Silva
Bira Veiga, właśc. Ubirajara Veiga da Silva (ur. 2 lutego 1955 w Porto Alegre w stanie Rio Grande do Sul, Brazylia) – brazylijski trener piłkarski.

## Kariera trenerska
Ukończył Wyższą Szkołę Kultury Fizycznej w Porto Alegre o specjalizacji piłka nożna. W 1989 rozpoczął pracę szkoleniowca w stanie São Paulo. Przeważnie trenował brazylijskie kluby Serie A2 i A3. Pracując w Operário-PR otrzymał uznanie w kraju. Pod jego kierownictwem klub wyeliminował z Copa do Brasil słynny SE Palmeiras.
Jesienią 1997 roku został zaproszony do uzbeckiego Paxtakoru Taszkent, w którym pomagał Aleksandrowi Ivankovu trenować klub. Warto zauważyć, że jako asystent w klubie, brazylijski szkoleniowiec pod koniec października tego samego roku został zaproszony na stanowisko selekcjonera narodowej reprezentacji Uzbekistanu. Pod jego kierownictwem zespół rozegrał ostatnie dwa mecze kwalifikacji do Mistrzostw świata 1998 (z Kazachstanem - 4:0 i ZEA - 0:0). W styczniu 1998 roku Bira Veiga został mianowany na stanowisko głównego trenera Paxtakoru Taszkent. Pod jego kierownictwem Paxtakor po raz pierwszy od 1992 roku zdobył mistrzostwo Uzbekistanu. Również nadal pracował z drużyną narodową. Na Igrzyskach Azjatyckich w Tajlandii selekcjoner z Brazylii nie miał szczęścia - reprezentacja Uzbekistanu nie zakwalifikowała się do półfinału. To był powód zwolnienia trenera z zespołu. W styczniu 1999 roku został również zwolniony z Paxtakoru.
Po powrocie do Brazylii, pracował w klubach północno-wschodnich regionów. Ponadto w 2009 prowadził Ma Pau SC z Trynidadu i Tobago. Znaczących sukcesów nie osiągnął.

## Sukcesy i odznaczenia

### Sukcesy trenerskie
Paxtakor Taszkent
- mistrz Uzbekistanu: 1998